# Gesera
Gesera (arag. Chesera) – miejscowość w Hiszpanii, w Aragonii, w prowincji Huesca, w comarce Alto Gállego, w gminie Sabiñánigo.
Według danych INE z 1999 roku miejscowość zamieszkiwało 6 osób. Wysokość bezwzględna miejscowości jest równa 831 metrów.